# (20658) Bushmarinov
(20658) Bushmarinov (1999 TY270) – planetoida z grupy pasa głównego asteroid okrążająca Słońce w ciągu 3,71 lat w średniej odległości 2,4 j.a. Odkryta 3 października 1999 roku.